# Clarkson (Nueva York)
Clarkson es un pueblo ubicado en el condado de Monroe en el estado estadounidense de Nueva York. En el año 2000 tenía una población de 6,072 habitantes y una densidad poblacional de 71 personas por km².

## Geografía
Clarkson se encuentra ubicado en las coordenadas 43°15′07″N 77°55′19″O / 43.25194, -77.92194.

## Demografía
Según la Oficina del Censo en 2000 los ingresos medios por hogar en la localidad eran de $53,438, y los ingresos medios por familia eran $58,212. Los hombres tenían unos ingresos medios de $41,397 frente a los $25,795 para las mujeres. La renta per cápita para la localidad era de $20,555. Alrededor del 5% de la población estaban por debajo del umbral de pobreza.